# Мандейн, Ян
Ян Мандейн (нидерл. Jan Mandyn, Jan Mandijn, 1500/1502, Харлем — 1559/1560, Антверпен) — нидерландский художник эпохи Ренессанса и северного маньеризма.

## Жизнь и творчество

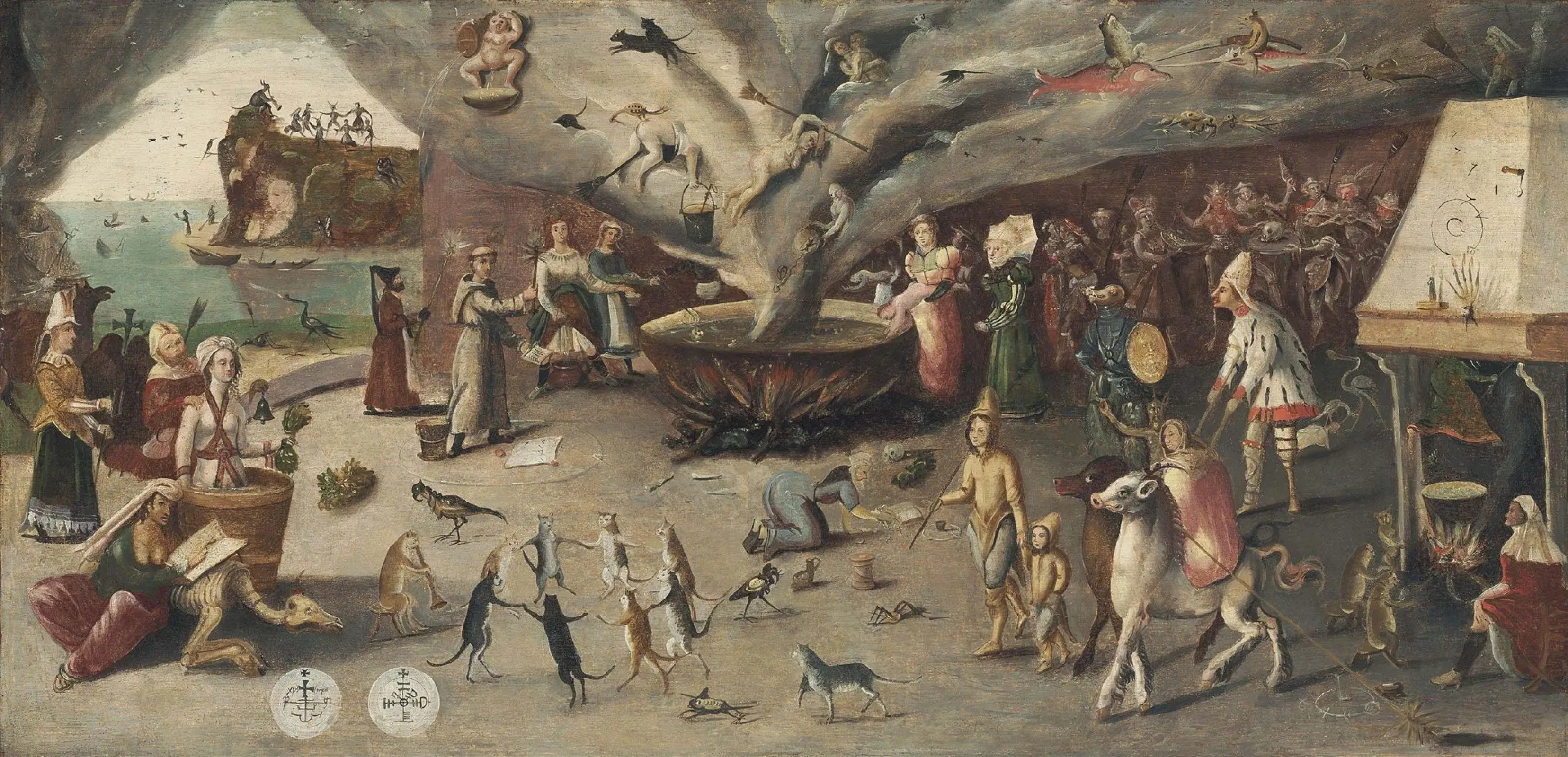
"Бухта ведьм", 16 в.

Яна Мандейна относят к группе антверпенских художников-последователей Иеронима Босха (Питер Хейс, Херри мет де Блес, Ян Велленс де Кокк), продолжавших традиции фантастических изображений и заложивших основы так называемого северного маньеризма в противоположность итальянскому. Произведения Яна Мандейна с его демонами и нечистой силой наиболее близко соприкасаются с наследием таинственного Босха.
Авторство приписываемых Мандейну картин, кроме «Искушений св. Антония», доподлинно не установлено. Считается, что Мандейн был неграмотным и поэтому не мог оставить на своих «Искушениях» подписи готическим шрифтом. Искусствоведы предполагают, что он просто срисовал подпись с готового образца.
Известно, что около 1530 г. Мандейн стал мастером в Антверпене, его учениками были Гиллис Мостерт и Бартоломеус Спрангер.

## Произведения
- "Бухта ведьм"
- "Снятие с креста"
- "Искушение святого Антония"
- "Пейзаж с легендой о Святом Христофоре"

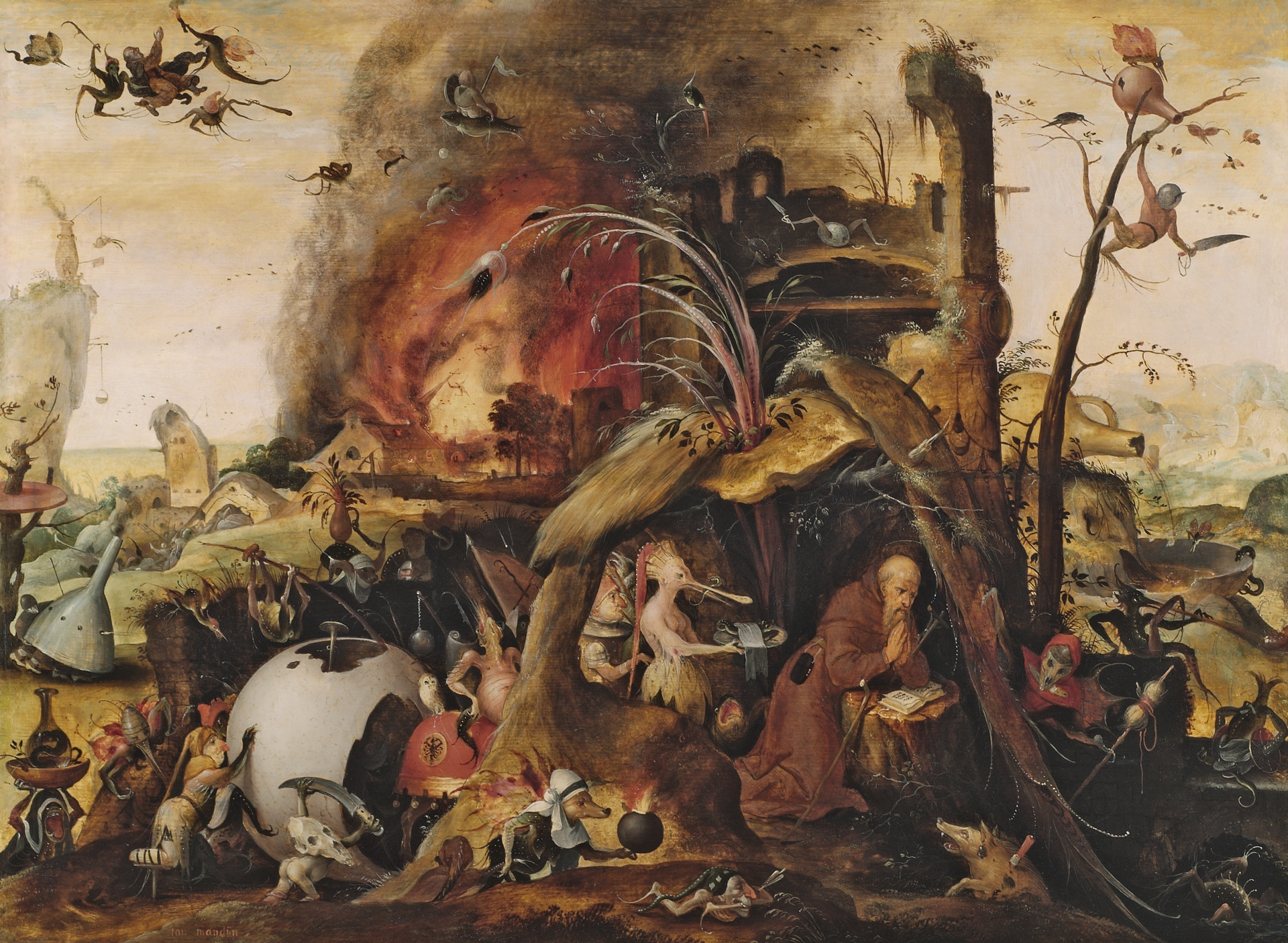
Искушения св. Антония. Ок. 1550. Музей Франса Халса. Харлем